# Regatul Finlandei (1918)
Regatul Finlandei (în finlandeză Suomen kuningaskunta, în suedeză Konungariket Finland; 1918–1919) a fost o încercare eșuată de a stabili o monarhie în Finlanda în urma declarării independenței față de Rusia în decembrie 1917 și a războiului civil care i-a urmat din ianuarie–mai 1918. „Albii” victorioși din Parlamentul Finlandei au început procesul de transformare a Finlandei în regat și de creare a unei monarhii. Deși țara a fost legal un regat condus de un regent timp de peste un an, regele ales Prințul Frederic Karl de Hesse nu a domnit niciodată și nici nu a venit în Finlanda în urma înfrângerii Germaniei în Primul Război Mondial. Victoriile republicane în alegeri ulterioare au dus la transformarea țării în republică.
În timpul Războiului Civil din 1918, Gărzile Roșii finlandeze, aflate în relații de prietenie cu Rusia bolșevică, au luptat cu Garda Albă, care s-au aliat la rândul lor cu Imperiul German. Ajutorul direct din partea Diviziei germane a Mării Baltice i-a ajutat pe albi să câștige războiul. Guvernul provizoriu înființat după declarația de independență a Marelui Principat al Finlandei a înclinat puternic spre dreapta finlandeză și a inclus un număr de monarhiști. Parlamentul a elaborat planuri de creare a unei monarhii finlandeze pe baza teoriei juridice conform căreia Constituția suedeză din 1772 era încă în vigoare, dar a existat un interregn prelungit fără monarh pe tron. Prințul Frederic Karl de Hesse a fost ales pe tronul Finlandei la 9 octombrie 1918 de către parlamentul finlandez, dar nu a preluat niciodată funcția și nici nu a călătorit în Finlanda. La scurt timp după alegeri, atât liderii finlandezi, cât și populația au înțeles cu întârziere situația gravă în care se aflau aliații lor germani, iar înțelepciunea alegerii unui prinț german ca nou lider a fost pusă sub semnul întrebării în condițiile în care Germania era pe cale să piardă Primul Război Mondial. Germania însăși a devenit republică și l-a detronat pe kaiserul Wilhelm al II-lea. Germania a semnat în noiembrie un armistițiu cu Aliații. Puterile occidentale victorioase au informat guvernul finlandez că independența Finlandei va fi recunoscută doar dacă va renunța la alianța cu Germania. Ca urmare, în decembrie 1918, Frederick Karl a renunțat la tron, iar Divizia Mării Baltice s-a retras din Finlanda. La alegerile din martie 1919, în condițiile în care stânga finlandeză și socialiștii au putut vota, republicanii au obținut o victorie zdrobitoare. Statutul Finlandei de republică a fost confirmat în Constituția finlandeză din 1919.

## Istoric
Finlanda și-a declarat independența pe 6 decembrie 1917 față de fostul Imperiu Rus, implicat la acea vreme în Războiul Civil Rus. La momentul declarării independenței, monarhiștii erau o minoritate în parlamentul finlandez, iar Finlanda a fost declarată republică. A urmat un război civil, iar ulterior, în timp ce Partidul Social-Democrat pro-republican a fost exclus din Parlament și înainte de adoptarea unei noi constituții, Frederick a fost ales pe tronul Finlandei la 9 octombrie 1918.

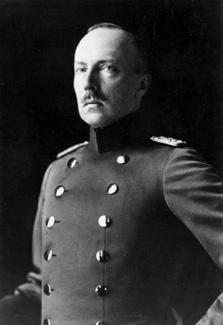
Prințul Frederic Karl de Hesse, regele ales al Finlandei

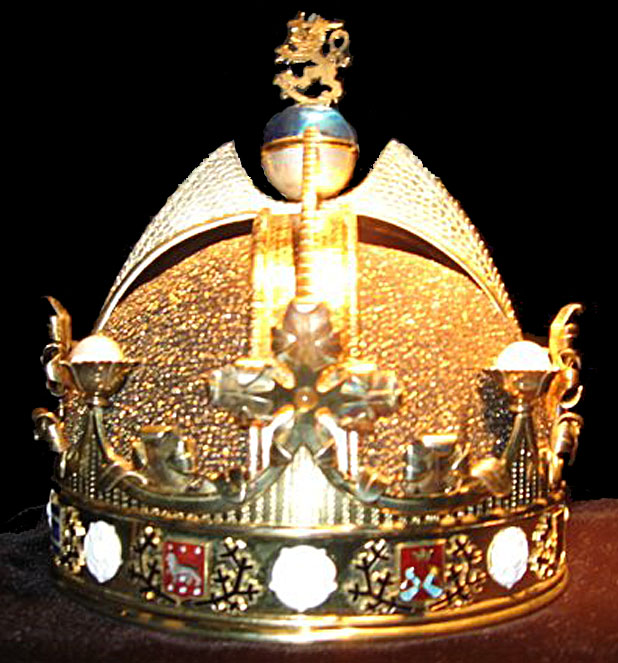
Replică a coroanei concepute pentru monarhul finlandez. Coroana propriu-zisă nu a fost niciodată confecționată. Această replică a fost realizată în anii 1980 după desenele originale

Lituania făcuse deja un pas similar în iulie 1918, alegându-l pe Wilhelm Karl, duce de Urach și conte de Württemberg, ca rege Mindaugas al II-lea al Lituaniei. În Letonia și Estonia, o „Adunare generală provincială” formată din aristocrați germani baltici a cerut împăratului german Wilhelm al II-lea să recunoască provinciile baltice ca monarhie comună și protectorat german. Ducele Adolf Friedrich de Mecklenburg a fost proclamat de către germani duce al „Ducatului Baltic Unit”.
În momentul independenței, Finlanda, ca și provinciile baltice, a avut legături strânse cu Imperiul German. Germania a fost singura putere internațională care a sprijinit pregătirile pentru independență, nu în ultimul rând prin antrenarea de voluntarilor jägeri finlandezi. De asemenea, Germania a intervenit în Războiul Civil Finlandez, în ciuda propriei situații precare. Poziția Finlandei față de Germania evolua deja în primăvara anului 1918 spre cea de protectorat, iar alegerea prințului Frederick, cumnatul lui Wilhelm al II-lea, a fost privită ca o confirmare a relațiilor strânse dintre cele două națiuni. Prim-ministrul Juho Kusti Paasikivi, care era un pro-german hotărât, și guvernul său au oferit coroana prințului Frederick în octombrie 1918.
Adoptarea unei noi constituții monarhiste a fost amânată deoarece nu a obținut majoritatea calificată necesară. Legitimitatea alegerii regale s-a bazat pe Constituția suedeză din 1772 (Instrumentul de guvernare) din 1772, adoptată sub regele Gustav al III-lea al Suediei, când Finlanda făcuse parte din Regatul Suediei. Același document constituțional a servit și ca bază pentru guvernarea din secolul al XIX-lea a împăraților ruși în calitate de mare cneaz (Prinț) al Finlandei.
Deputatul Gustaf Arokallio a sugerat denumirea monarhică „Karl I, rege al Finlandei și al Kareliei, duce de Åland, mare duce de Laponiei, domn al Kalevalei și al Nordului” (finlandeză Kaarle I, Suomen ja Karjalan kuningas, Ahvenanmaan herttua, Lapinmaan suuriruhtinas, Kalevan ja Pohjolan isäntä; suedeză Karl I, Kung av Finland och Karelen, hertig av Åland, storhertig av Lappland, herre över Kaleva och Pohjola).
La 9 noiembrie 1918, împăratul german William al II-lea a abdicat, iar Germania a fost declarată republică. Două zile mai târziu, la 11 noiembrie 1918, a fost semnat armistițiul între beligeranții din Primul Război Mondial. Se știu puține lucruri despre opinia puterilor aliate cu privire la posibilitatea ca un prinț de origine germană să fie rege al Finlandei. Cu toate acestea, avertismentele primite din statele occidentale au convins guvernul finlandez al prim-ministrului Lauri Ingman]]{{spaced ndash, el însuși monarhist – , să îi ceară prințului Frederic Karl de Hesse să renunțe la coroană, pe care încă nu ajunsese să o poarte în Finlanda.
Regele ales Frederick Karl a renunțat la tron la 14 decembrie 1918. Carl Gustaf Emil Mannerheim, liderul albilor în timpul Războiul Civil Finlandez, a fost numit regent. Partidele republicane au câștigat trei sferturi din locurile din parlament la alegerile din 1919, iar Finlanda a adoptat o constituție republicană. În iulie 1919, primul președinte al Finlandei, Kaarlo Juho Ståhlberg, l-a înlocuit pe Mannerheim ca prim președinte al Republicii.